# 服部沙紀
服部 沙紀（はっとり さき、1996年12月22日 - ）は、三重県四日市市出身のハンドボール選手。日本ハンドボールリーグのソニーセミコンダクタマニュファクチャリング所属。

## 経歴
大阪体育大学時代は2017年に関西学生ハンドボール連盟の新人戦でベストセブンに選ばれた。
2018年は第10回世界女子学生選手権大会の日本代表U-24に選出。同年の秋季リーグでは最優秀選手に選出。西日本学生ハンドボール選手権大会・チャンピオンシップでは優秀選手に、全日本学生ハンドボール選手権大会（インカレ）でも優秀選手賞を受賞した。
2019年1月に日本ハンドボールリーグのソニーセミコンダクタマニュファクチャリングへ加入。
2021年、日本代表メンバーに選出。

## 詳細情報

### 年度別成績
| 年       | チーム   | 試合 | フィールド 得点 | 率   | 7m    | 合計    | 警告 | 退場 | 失格 |
| -------- | -------- | ---- | --------------- | ---- | ----- | ------- | ---- | ---- | ---- |
| 2018-19  | ソニー   | 3    | 4/5             | .800 | 1/1   | 5/6     | 0    | 0    | 0    |
| 2019-20  | ソニー   | 14   | 62/99           | .626 | 0/1   | 62/100  | 1    | 1    | 0    |
| 2020-21  | ソニー   | 16   | 68/99           | .687 | 0/0   | 68/99   | 3    | 1    | 0    |
| 2021-22  | ソニー   | 18   | 73/98           | .745 | 8/10  | 81/108  | 1    | 2    | 0    |
| 2022-23  | ソニー   | 16   | 49/68           | .721 | 9/11  | 58/79   | 0    | 0    | 0    |
| JHL：5年 | JHL：5年 | 67   | 256/369         | .694 | 18/23 | 274/392 | 5    | 4    | 0    |

### タイトル・表彰

#### 日本ハンドボールリーグ
- ベストセブン賞：2回 (2021, 2022年)
- シュート率賞：1回 (2021年)

#### パリ2024オリンピック女子アジア予選（2023年、広島）
- ベストセブン賞

### 記録
- フィールドゴール初得点：2019年3月3日、対北國銀行戦（小松総合体育館）[7]
- 7mスロー初得点：2019年3月9日、対オムロン戦（姶良市総合運動公園体育館）[8]
- リーグ通算100得点：2021年1月16日、対北國銀行戦（霧島市国分体育館）
- リーグ通算200得点：2022年2月13日、対ブラックブルズ戦（霧島市国分体育館）

### 背番号
- 7 (2019年 - )

## 代表歴

### 日本代表U-24
- 世界学生選手権 (2018年)

### 日本代表
- 女子世界選手権 (2021年)
- 日韓定期戦 (2022年)
- 女子アジア選手権 (2022年)
- パリ2024オリンピック女子アジア予選（2023年）[9]